# كومانشي (قبيلة)

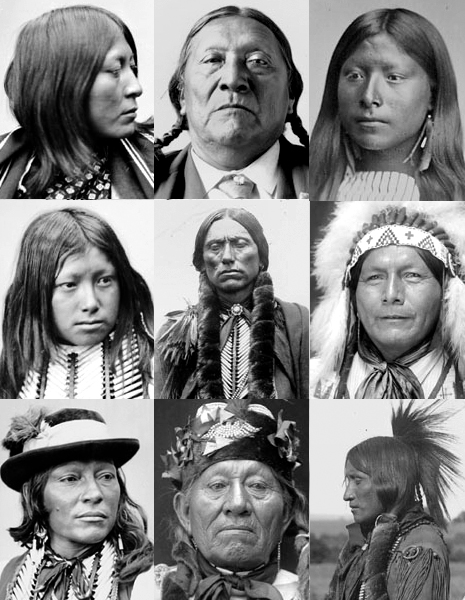
صور أفراد من الكومانتشي

كومانشي (بلغة كومانشي: Nʉmʉnʉʉ) هي أمة أمريكية أصلية من منطقة السهول الكبرى امتدت أراضيها التاريخية، والتي عرفت باسم كومانتشيريا، من شرق نيو مكسيكو وجنوب شرق كولورادو وجنوب غرب كانساس وغرب أوكلاهوما ومعظم شمال غرب تكساس ومنطقة تشيواوا الشمالية. الكومانتشي هم قبيلة معترف بها فدراليا باسم «أمة الكومانشي»، ويقع مقرها في لوتون، أوكلاهوما.
كانت قبيلة الكومانتشي هي المهيمنة في جنوب السهول الكبرى وغالبا ما أخذوا أسرى من القبائل الأضعف أثناء الحروب، وباعوهم كعبيد للمستوطنين الإسبان ومن ثم المكسيكيين من بعدهم. كما أخذوا الآلاف من الأسرى من المستوطنين الإسبان والمكسيكيين والأمريكيين.
يبلغ عدد أعضاء أمة كومانتشي اليوم 15,191 عضوًا، ويقيم حوالي 7,763 منهم في منطقة سلطة القبيلة حول لوتون وفورت سيل والمناطق المحيطة بها في جنوب غرب أوكلاهوما. يقام احتفال رقص سنوي في والترز، أوكلاهوما في منتصف يوليو. 
لغة الكومانتشي هي لغة نومية من عائلة اللغات الأوتو أزتكية، تصنف أحيانا على أنها لهجة من لغة الشوشوني. 1٪ فقط من الكومانتشي يتحدثون لغتهم اليوم.
اسم «كومانتشي» هو من اسم أطلقه اليوتي عليهم، kɨmantsi وتعني العدو. في حين أطلق عليهم الفرنسيون اسم بادوكا (بالفرنسية: Padouca)‏، وهو الاسم الذي أطلقه عليهم السيو، فيما أطلقوا على أنفسهم اسم نيمينيم أو الناس.

## الحكومة
يقع مقر أمة كوماتشي في مدينة لوتون في أوكلاهوما. تقع منطقتهم القبلية في مقاطعات كادو، وكومانتشي، وكوتون، وجرادي، وجيفرسون، وكيوا، وستيفنز، وتيلمان. تتطلب عضوية القبيلة نسبة الثمن من النسب (أي ما يعادل أحد والدين الجدين). 

## التنمية الاقتصادية
وتدير القبيلة سلطة الإسكان الخاصة بها وتصدر بطاقات قبلية. ولديها إدارات تعليم عالي خاصة بهم، وهي تمنح المنح الدراسية والمساعدات المالية لتعليم أعضاء. بالإضافة إلى ذلك، فهي تشغل كلية أمة كومانتشي في لوتون. وهي تملك عشر متاجر دخان قبلي وأربعة كازينوهات.  

## المؤسسات الثقافية
في عام 2002، قامت القبيلة بتأسيس كلية أمة كومانتشي، وهي كلية قبلية بمدة دراسة لعامين في لوتون. وقد أغلقت منذ ذلك الحين.
في شهر يوليو من كل عام، يلتقي الكومانتشي من جميع أنحاء الولايات المتحدة للاحتفال بتراثهم وثقافتهم في والترز في مهرجان رقص الكومانتشي السنوي. يقام معرض أمة الكومانتشي في شهر سبتمبر. كما تستضيف مهرجاني رقص سنويين – واحدة خلال العام الجديد والآخر في شهر مايو.